# Bleiburg
Bleiburg (słoweń. Pliberk) – miasto i gmina w Austrii, w kraju związkowym Karyntia, w powiecie Völkermarkt, położone na południowy wschód od Klagenfurt am Wörthersee, przy granicy ze Słowenią, na wysokości 479 m n.p.m. Według danych na 1 stycznia 2018 gminę zamieszkiwało 4 072 osób, zaś miasto 1 395 mieszkańców.
W okolicach Bleiburga, obok Austriaków, mieszka również spora grupa Słoweńców karynckich (ponad 30% populacji gminy), dlatego używa się tam oficjalnie dwujęzycznych napisów (nazwa miasta i gminy często zapisywaną jest jako Bleiburg/Pliberk).
Miejscowość o charakterze turystycznym (ośrodek sportów zimowych), znana przede wszystkim:
- z miejscowego zamku (Schloss Bleiburg),
- z targu rolnego (Bleiburger Wiesenmarkt) – organizowanego od 1393, corocznie w dniu 1 września,
- jako miejsce masakry z 1945, dokonanej przez Jugosłowiańską Armię Ludową na członkach i współpracownikach chorwackiego reżimu faszystowskiego, pod koniec II wojny światowej.

Swoją siedzibę ma tutaj również siatkarski klub SK Aich/Dob.

## Podział administracyjny
Gmina Bleiburg podzielona jest na 12 gmin katastralnych: Aich, Bleiburg, Grablach, Kömel, Moos, Oberloibach, Rinkenberg, St. Margarethen, Schattenberg, Unterloibach, Weißenstein, Woroujach.
Na terenie gminy Bleiburg znajdują się 23 miejscowości, po ukośniku podano oficjalną nazwę urzędową w języku słoweńskim (w nawiasach podano liczbę mieszkańców, według stanu na 1 stycznia 2018):
- Aich / Dob (145)
- Bleiburg / Pliberk (1395)
- Dobrowa / Dobrova (21)
- Draurain / Brege (13)
- Ebersdorf / Drveša vas (513)
- Einersdorf / Nonča vas (282)
- Grablach / Grablje (30)
- Kömmel / Komelj (64)
- Kömmelgupf / Komeljski vrh (21)
- Loibach / Libuče (401)
- Lokowitzen / Lokovica (4)
- Moos / Blato (155)
- Replach / Replje (61)
- Rinkenberg / Vogrče (280)
- Rinkolach / Rinkole (83)
- Ruttach / Rute (35)
- St. Georgen / Šentjur (39)
- St. Margarethen / Šmarjeta (87)
- Schattenberg / Senčni Kraj (21)
- Schilterndorf / Čirkovče (146)
- Weißenstein / Belšak (21)
- Wiederndorf / Vidra vas (181)
- Woroujach / Borovje (74)